# Jurassic Park (Sega)
Jurassic Park (рус. Парк Юрского периода) — видеоигра в жанре action, разработанная компанией BlueSky Software. Издана компанией Sega в 1993 году для консоли Sega Genesis. Сюжет игры основан на одноимённом фильме.

## Игра за доктора Гранта

### Сюжет
Грант проезжал на электромобиле мимо вольеров с динозаврами. Внезапная молния отключает все системы, и динозавры вырываются на свободу. На машину Гранта нападает тираннозавр, в результате чего доктор оказывается в джунглях. Из джунглей ему нужно добраться до Центра посетителей, чтобы спастись с острова.

### Геймплей
Игра за человека представляет собой классический аркадный шутер с элементами платформера. Игрок управляет персонажем (доктором Грантом), которому нужно пробираться через уровни, отстреливаясь от противников и собирая полезные предметы. В роли противников выступают динозавры. Они могут как просто находиться на месте, так и спрыгивать к Гранту, иногда даже из-за границы экрана. Также иногда появляется тираннозавр, способный убить с одного раза и преграждающий игроку путь. Многие уровни изобилуют пропастями или опасными местами. Некоторые участки приходится преодолевать, перемещаясь в висячем положении над пропастями. Финальная сцена игры основана на отвергнутом варианте финальной сцены из одноимённого фильма. В первоначальной версии сценария предполагалось, что рапторы будут убиты рухнувшими костями скелетов, стоявших в зале главного здания парка.

### Оружие
Игроку доступны семь видов оружия. Почти все из них не убивают противника, а лишь выводят его из строя на определённое время:
- Простой транквилизатор — стреляет синими дротиками, парализующими и усыпляющими динозавра на короткий промежуток времени.
- Усиленный транквилизатор — стреляет красными дротиками усиленного действия. Отличаются лишь тем, что могут усыпить динозавра на более долгое время.
- Газовые гранаты — обычные гранаты круглой формы. После попадания динозавр падает и лежит без сознания несколько секунд. Одной гранаты достаточно, чтобы вывести из строя любого динозавра (кроме боссов).
- Светошумовые гранаты — синие гранаты квадратной формы. При попадании ненадолго отвлекают динозавра, но не «вырубают» его.
- Огненные гранаты — красные гранаты квадратной формы. При попадании «вырубают» динозавра на довольно долгий промежуток времени.
- Тайзер — пистолет, стреляющий электрическим зарядом. Для того, чтобы "вырубить" динозавра, необходимо накопить заряд для выстрела, удерживая нажатой кнопку стрельбы. При попадании у динозавра просвечивает скелет, после чего он падает и лежит без сознания несколько секунд.
- Ракетница — самое мощное оружие. Способно убить динозавра за одно попадание.

### Противники
- Компсогнат — маленькие динозавры. Атакуя, прыгают на персонажа и кусают его. Особых проблем не приносят, для усыпления компсогната достаточно одного синего дротика. Играя за Раптора можно поедать компсогнатов, если поблизости нет еды.
- Дилофозавр — небольшой динозавр зелёной окраски. Небольшие проблемы приносит его способность плевать ядом в персонажа. Атакуют как Гранта, так и Раптора. Для усыпления достаточно двух синих дротиков или одного красного.
- Раптор — динозавр средних размеров. Довольно сильный противник, так как быстро двигается и сильно бьёт. Является основным противником среди динозавров. Оптимальный способ борьбы − один красный дротик.
- Трицератопс — крупный рогатый динозавр. Он не атакует, если его не тревожить (не выстрелить в него или не залезть на голову).
- Тираннозавр — самый крупный и опасный противник. Он появляется на некоторых уровнях и преграждает персонажу путь. Для прохода его нужно сперва оглушить, а уже затем перебегать. Тираннозавра нельзя убить или усыпить.
- Птеранодон — летающий ящер. Атакует с налёта, сбивая игрока с ног. Трудность приносит лишь их манёвренность. Для выведения из строя, достаточно двух синих дротиков или одного красного.
- Брахиозавр — длинношеий динозавр, не является противником. Он лишь преграждает путь игроку своей головой.

## Игра за раптора

### Сюжет
Из−за удара молнии, которая отключила питание защитного периметра парка, на волю вырвалось множество динозавров. Один из них — раптор. Он почуял запах Гранта в джунглях и отправился за доктором. Так раптор добирается до Центра посетителей, где, проникнув на корабль, он доберётся до большой земли.

### Геймплей
Игра за раптора разительно отличается от игры за Гранта. У раптора другие противники (наряду с несколькими динозаврами появляются солдаты), другие уровни (нет уровня «Река» и «Вулкан», а уровень «Центр Посетителей» слегка расширен). Раптор использует свою скорость и силу, бьёт когтями и хвостом, кусает противников. Также возможности Раптора более расширены, чем у Гранта. Например, если рядом нет еды («окороков»), Раптор может полакомиться маленькими динозаврами.

## Уровни
- The Jungle (рус. Джунгли) − пышные зелёные джунгли. Именно здесь стартует история для обоих персонажей. Пропасти, колючие ветки, свисающие лианы, динозавры, а в сюжете за раптора ещё и солдаты: вот чем изобилует этот вводный уровень.
- The Power Station (рус. Электростанция) − довольно большое здание, в котором на каждому шагу попадаются оголённые провода, наносящие неплохой урон здоровью персонажа, и динозавры. В игре за доктора Гранта здесь впервые встречаются велоцираптор и тираннозавр, проламывающий стену в самом конце уровня.
- The River (рус. Река) − отсылка к роману М.Крайтона, где упоминался аттракцион «Речное приключение». Доктор Грант должен проплыть по реке на моторной лодке, регулярно собирая канистры с горючим. Основную трудность несут водопады, так как некоторые из них столь высоки, что могут привести к гибели героя. В сюжете за раптора этот уровень отсутствует.
- The Pump House (рус. Насосная станция) − очередная отсылка к роману «Парк юрского периода», где доктор Грант и дети попадают на насосную станцию за водопадом. Основная цель игрока − попасть в канализацию и выбраться со станции. Иногда путь преграждают струи горячего пара, которые нужно перекрыть, используя вентили. На насосной станции гнездятся компсогнаты, кроме них встречаются тираннозавр и рапторы. Из всех уровней, этот наиболее наполнен различными головоломками, которых, впрочем, практически нет в сюжете за раптора, где самой главной задачей является не упасть в воду.
- The Canyon (рус. Каньон) − сухой каменистый каньон. Основные противники − птеранодоны, которые, судя по всему, гнездятся здесь. В игре за обоих персонажей существует риск упасть в пропасть и погибнуть, прыгая с уступа на уступ.
- The Volcano (рус. Вулкан) − подземелья каньона. Здесь много хищников, которые часто норовят сбросить героя в лаву, а также встречается парочка головоломок. В сюжете за раптора этого уровня нет.
- The Visitors Center (рус. Центр Посетителей) − финальный уровень игры. В сюжете за Гранта здесь попадаются исключительно агрессивные рапторы, преследующие героя по всему уровню, а в игре за раптора игрока ожидает множество солдат с ракетницами. В конце уровня, в холле, игрока ждет главный бой игры − играя за Гранта нужно свалить на двух исключительно сильных рапторов скелеты динозавров, используя красные гранаты и ракеты; в сюжете за раптора нужно одолеть доктора Гранта, разрушив скелет, на котором он занял оборону.

## Оценки и отзывы
Rocky Mountain News пишет, что у фильма «были все элементы, чтобы сделать [по ней] видеоигровую классику. Жаль, что Sega этого не заметила. Во всей своей 16-мегабитной, лицензированной Спилбергом, оцифрованной, графически детализированной красе игра по-прежнему раздражает, надоедает и разочаровывает». Уильям Шиффманн из Associated Press положительно сравнил игру с Flashback и назвал ее «победителем», написав, что «играть в «Парк Юрского периода» так же весело, как смотреть фильм — может быть, даже лучше. Графика великолепна, управление отличное, а звук, как музыка, так и эффекты, превосходны». Джоэл Исли из Scripps Howard News Service счел игру слишком легкой и раскритиковал фоновую графику, хотя и похвалил «потрясающий» дизайн главных героев и Ти-Рекса, а также «классную» возможность играть за Гранта или Велоцираптора.
| Иноязычные издания   | Иноязычные издания |
| Издание              | Оценка             |
| -------------------- | ------------------ |
| AllGame              | [ 4 ]              |
| CVG                  | 65/100             |
| EGM                  | 8/10               |
| GameFan              | 48%-68%            |
| GamePro              | 5/5                |
| Video Games (DE)     | 66%                |
| Electronic Games     | 93%                |
| Entertainment Weekly | B+                 |
| Man!ac               | 43%                |
| Mega                 | 64%                |
| Mega Action          | 83%                |
| Mega Force           | 80%                |
| MegaTech             | 77/100             |
| Sega Power           | 70%                |
| Sega Pro             | 85%                |
| Sega Zone            | 64/100             |
| Video Games          | 7/10               |

В течение первой недели после выхода игры в США было продано около 250 000 копий, что позволило собрать рекордные 13,8 миллиона долларов..
Пэт Фергюсон, аналитик индустрии видеоигр, назвал выбор персонажей игры «отличной наживкой» и заявил, что Sega «объединила в „Парке Юрского периода“ все лучшее их 16-битных видеоигр. Качество графики на высоте, а звук — самый качественный из всех, которые я могу вспомнить».. Боб Штраус из Entertainment Weekly назвал игру «взрывной».
В более позднем обзоре для AllGame Кристофер Майкл Бейкер высоко оценил графику, возможность играть за Гранта или Велоцираптора, а также звуковые эффекты и интеллект динозавров. Бейкер заключил: «Это тот тип игры, который — даже несмотря на то, что он является продуктом мерчандайзинга фильма — сам по себе потрясающ. Действительно, редкая находка».. Game Informer признал, что версия «Парка Юрского периода» для Genesis несколько превосходит версию для SNES, сравнивая эти две игры в 2012 году..